# Exetastes scutellaris
Exetastes scutellaris là một loài tò vò trong họ Ichneumonidae.